# Banco Speakers
El banco Speakers (en inglés: Speakers Bank) es una estructura grande de atolón coralino en la parte noroeste del archipiélago de Chagos. Es la parte más septentrional del archipiélago, ubicada a 22 km al noroeste del arrecife Blenheim y a 44 km al nordeste-suroeste, con 24 km de ancho. La superficie total del banco es de 582 km², la mayor parte de los cuales es agua. La mayor parte del borde del arrecife es de entre 5,5 y 14,5 metros por debajo del agua. En el sur, cerca de la orilla suroeste, hay algunas cabezas de coral las cuales están secas durante la marea baja, y sobre el cual rompe el mar en exceso durante los vientos alisios del sureste. La superficie terrestre es insignificante.

## Historia
El banco Speakers fue descubierto en 1856 por el capitán del Reino Unido J. Speaker a bordo del HMS Wallerup.